# Susua
Susua is een geslacht van haften (Ephemeroptera) uit de familie Baetidae.

## Soorten
Het geslacht Susua omvat de volgende soorten:
- Susua niandanensis